# Junior MasterChef Australia (mùa 2)
Mùa thứ hai của Junior MasterChef Australia (tạm dịch: Vua đầu bếp nhí Úc) được trình chiếu vào ngày 25 tháng 9 năm 2011. Vòng tuyển chọn đã kết thúc vào ngày 6 tháng 5 năm 2011 gồm những trẻ em từ 8 đến 12 tuổi. Ban giám khảo của cuộc thi gồm Gary Mehigan, George Calombaris, Matt Moran và Anna Gare. Matt Preston, người đồng thời cũng xuất hiện trong sê-ri gốc là MasterChef Australia đã rời khỏi vị trí này, ông cũng sẽ từ bỏ sê-ri (và đồng thời cũng từ chối lời mời làm giám khảo khách mời cho phiên bản MasterChef Mỹ) vì cho rằng ông muốn tập trung vào nhiệm vụ của mình dưới tư cách là một nhà phê bình ẩm thực. Sau đó, Matt Moran đã thay thế vị trí của ông.
Một số phụ huynh của những thí sinh đã bị chỉ trích vì những đòi hỏi quá cao đối với công ty sản xuất chương trình.
Thủ tướng Úc Julia Gillard đồng thời cũng đã xuất hiện với tư cách khách mời trong cuộc thi.
Sê-ri đã trao giải thưởng chiến thắng cho Greta Yaxley từ Claremont, Tây Úc.

## Những thí sinh tốp 20
| Thí sinh | Tuổi | Bang | Kết quả               | Greata | 12 | QLD | Hạng nhất |
| Zac      | 12   | NSW  | Hạng ba               |        |    |     |           |
| Greta    | 11   | WA   | Bị loại ngày 22/11/11 |        |    |     |           |
| Jack     | 12   | QLD  | Bị loại ngày 22/11/11 |        |    |     |           |
| Alysha   | 12   | WA   | Bị loại ngày 21/11/11 |        |    |     |           |
| Harry    | 11   | WA   | Bị loại ngày 21/11/11 |        |    |     |           |
| Chandler | 11   | SA   | Bị loại ngày 20/11/11 |        |    |     |           |
| Lily     | 10   | NSW  | Bị loại ngày 20/11/11 |        |    |     |           |
| Kieren   | 11   | VIC  | Bị loại ngày 13/11/11 |        |    |     |           |
| Madi     | 11   | NSW  | Bị loại ngày 13/11/11 |        |    |     |           |
| Miraede  | 10   | SA   | Bị loại ngày 13/11/11 |        |    |     |           |
| Steven   | 12   | SA   | Bị loại ngày 13/11/11 |        |    |     |           |
| Dee      | 12   | NSW  | Bị loại ngày 30/10/11 |        |    |     |           |
| Gracie   | 12   | TAS  | Bị loại ngày 30/10/11 |        |    |     |           |
| Marcus   | 11   | NSW  | Bị loại ngày 30/10/11 |        |    |     |           |
| Tom      | 11   | NSW  | Bị loại ngày 30/10/11 |        |    |     |           |
| Aya      | 11   | NSW  | Bị loại ngày 16/10/11 |        |    |     |           |
| Caroline | 11   | NSW  | Bị loại ngày 16/10/11 |        |    |     |           |
| Hannah   | 10   | VIC  | Bị loại ngày 16/10/11 |        |    |     |           |
| Jade     | 10   | QLD  | Bị loại ngày 16/10/11 |        |    |     |           |